# Avenue Larroumès
L’avenue Larroumès est une voie de communication de L'Haÿ-les-Roses dans le Val-de-Marne. Elle suit le tracé de la route départementale 148.

## Situation et accès
Venant de l'ouest, elle croise le carrefour de l'avenue Henri-Barbusse et de l'avenue Flouquet (anciennement route de Fresnes), bifurque vers le nord-est pour traverser le carrefour de l'avenue Jules-Gravereaux et de l'avenue du Général-Leclerc, puis se termine à l'angle de la rue de la Cosarde.

## Origine du nom

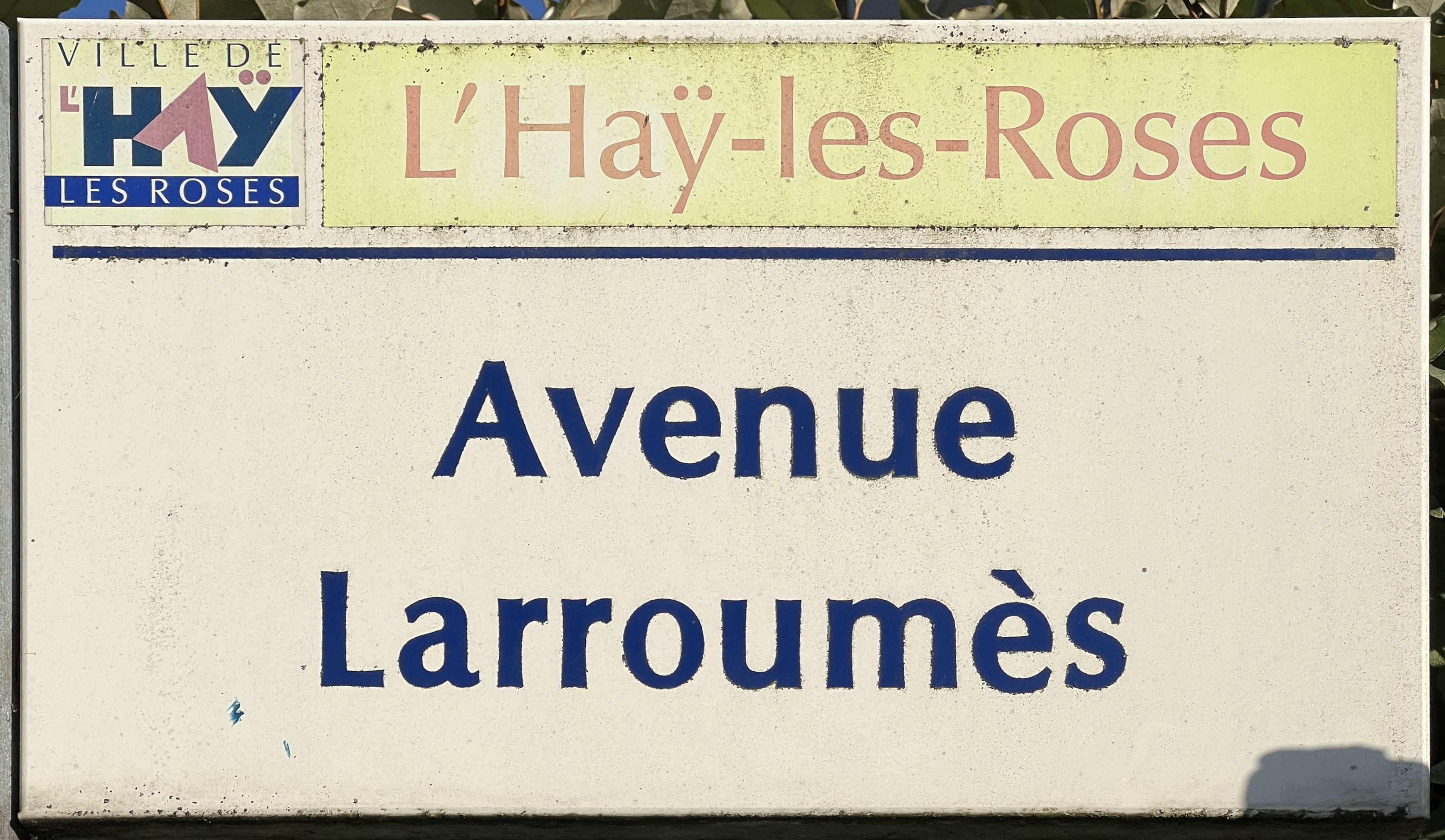
Plaque Avenue Larroumès, 2022.

Le nom de cette avenue est lié à l'ancien château Larroumès, aussi appelé château rouge, situé au no 11 rue Bronzac. C'était une demeure datant du XIXe siècle.
L'avenue porte ce nom depuis les années 1880 au plus tard.

## Historique
Un pont permettait autrefois de franchir la Bièvre.

## Bâtiments remarquables et lieux de mémoire
- Parc départemental de la Roseraie, qui comprend la roseraie du Val-de-Marne.
- Une borne du Serment de Koufra, dans le square de la Liberté.
- Sous-préfecture de L'Haÿ-les-Roses.
- Moulin de la Bièvre[4]. Rénové dans les années 1990, c'est aujourd'hui un centre municipal d’activités.
- Regard no 8 de l'aqueduc Médicis.
- Monument aux morts[5],[6].
- Parc de la Bièvre.